# سید احمد اعتبار
سیداحمد خان اعتبارالدوله (زاده ۱۲۶۶ همدان) که نام خانوادگی اعتبار برگزید، وزیر کشاورزی و پست و تلگراف در دوره محمدرضا شاه پهلوی و نماینده مجلس شورای ملی در دوره‌های قاجار و پهلوی بود.

## ورود به سیاست
پدرش سید حسن خان مستوفی اهل همدان اما از مالکان ثروتمند بروجرد بود. خدمات دولتی را در تلگرافخانه آغاز کرد و در انتخابات دوره پنجم مجلس شورای ملی در سال ۱۳۰۲ به نمایندگی بروجرد برگزیده شد. در اواخر این دوره ریاست اداره تلگرافخانه مرکزی را به عهده گرفت و در سوم آذر ۱۳۰۴ استعفایش را تقدیم مجلس کرد. در دوره بعد (ششم) بار دیگر به نمایندگی از بروجرد به مجلس بازگشت و تا دوره سیزدهم این کرسی را حفظ کرد.
اعتبار در دوران نمایندگی عمدتاً در کمیسیون مالیه مجلس فعالیت داشت. در آبان ۱۳۱۶ قانونی از تصویب مجلس گذشت که برای افزایش سرمایه بانک ملی، بخشی از جواهرات سلطنتی به این بانک واگذار شود. این قانون تعیین این را که چه جواهراتی به بانک داده شود به عهده کمیسیونی گذاشت که دو نماینده مجلس می‌بایست در آن عضویت داشتند. احمد اعتبار و عبدالوهاب مویداحمدی دو نماینده‌ای بودند که به رأی مجلس در سی‌ام آبان ۱۳۱۶ به عضویت این کمیسیون انتخاب شدند.
پس از شهریور ۱۳۲۰ که فضای سیاسی باز شد و جناح‌بندی در مجلس از سر گرفته شد، اعتبار به عضویت فراکسیون اتحاد درآمد. او با حمایت فراکسیون، طرحی برای افزایش ۲۶ نماینده به مجموع نمایندگان مجلس داد. که هیچ‌گاه در دستور کار مجلس گذاشته نشد.

## وزارت کشاورزی
اعتبار با علی سهیلی دوستی نزدیک داشت و در تقویت او همیشه کوشش می‌کرد. قوام‌السلطنه نیز در اواخر نخست‌وزیری‌اش در سال ۱۳۲۰ اعتبار را به معاونت خود برگزید و فرمان همایونی هم برای اعتبار صادر شد اما پیش از آنکه کار خود را آغاز کند، دولت قوام در ۲۴ بهمن مستعفی شد. سهیلی که پس از قوام برای بار دوم به نخست‌وزیری رسید اعتبار را به عنوان وزیر کشاورزی برگزید و در ۲۷ اسفند با این سمت به مجلس معرفی کرد.
اعتبار نزدیک به یک سال وزیر کشاورزی بود و در این مدت، دانشکده‌های کشاورزی و دامپزشکی را که متعلق به وزارت کشاورزی بودند، به دانشگاه تهران انتقال داد و زیر پوشش دانشگاه برد. همچنین بنگاه مستقل آبیاری را تأسیس کرد.
پس از کنار رفتن اعتبار از وزارت کشاورزی، پسرش عبدالحسین به جای او نماینده بروجرد شد. اعتبار در سال ۱۳۲۴ برای به نخست‌وزیری رساندن قوام‌السلطنه کوشید. در بهمن آن سال پس از آن‌که قوام‌السلطنه از مجلس رأی اعتماد گرفت و برای مذاکره بر سر آذربایجان راهی مسکو شد، شب پیش از سفر اعتبار را استاندار غرب (کرمانشاهان، کردستان و همدان) کرد اما در غیاب قوام‌السلطنه، با تحریک معاونش مظفر فیروز، رشاد دادستان دیوان کیفر علیه اعتبار اعلام جرم کرد و مانع از آن شد که او به استانداری غرب برود.
موضوع اعلام جرم به عملکرد اعتبار در خصوص کشت پنبه در خراسان در دوران وزارتش مربوط می‌شد. قوام‌السلطنه پس از بازگشت به سفر مسکو، لطفی را که از قضات بلندپایه بود برای تحقیق در این زمینه به خراسان فرستاد و در گزارشی که لطفی تهیه کرد، اتهامات وارده بر اعتبار را وارد ندانست و علی هیئت دادستان کل کشور نیز او را قابل پیگرد ندانست. قوام‌السلطنه نیز در نامه‌ای به اعتبار از اتهاماتی که به او زده شده بود، ابراز تأسف کرد.